# St. Nantovinus und Laurentius (Wolfratshausen)

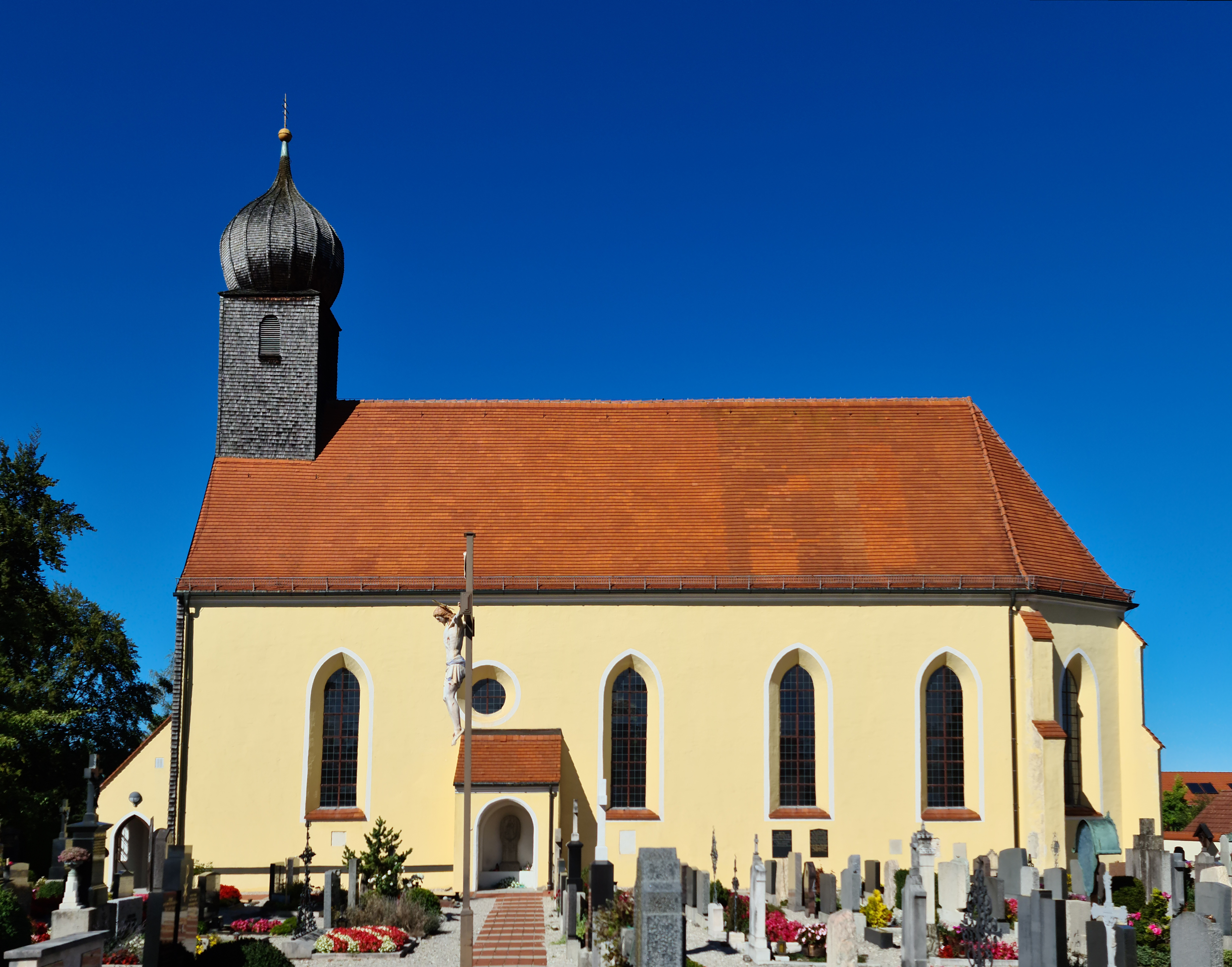
St. Nantovinus und Laurentius in Wolfratshausen-Nantwein

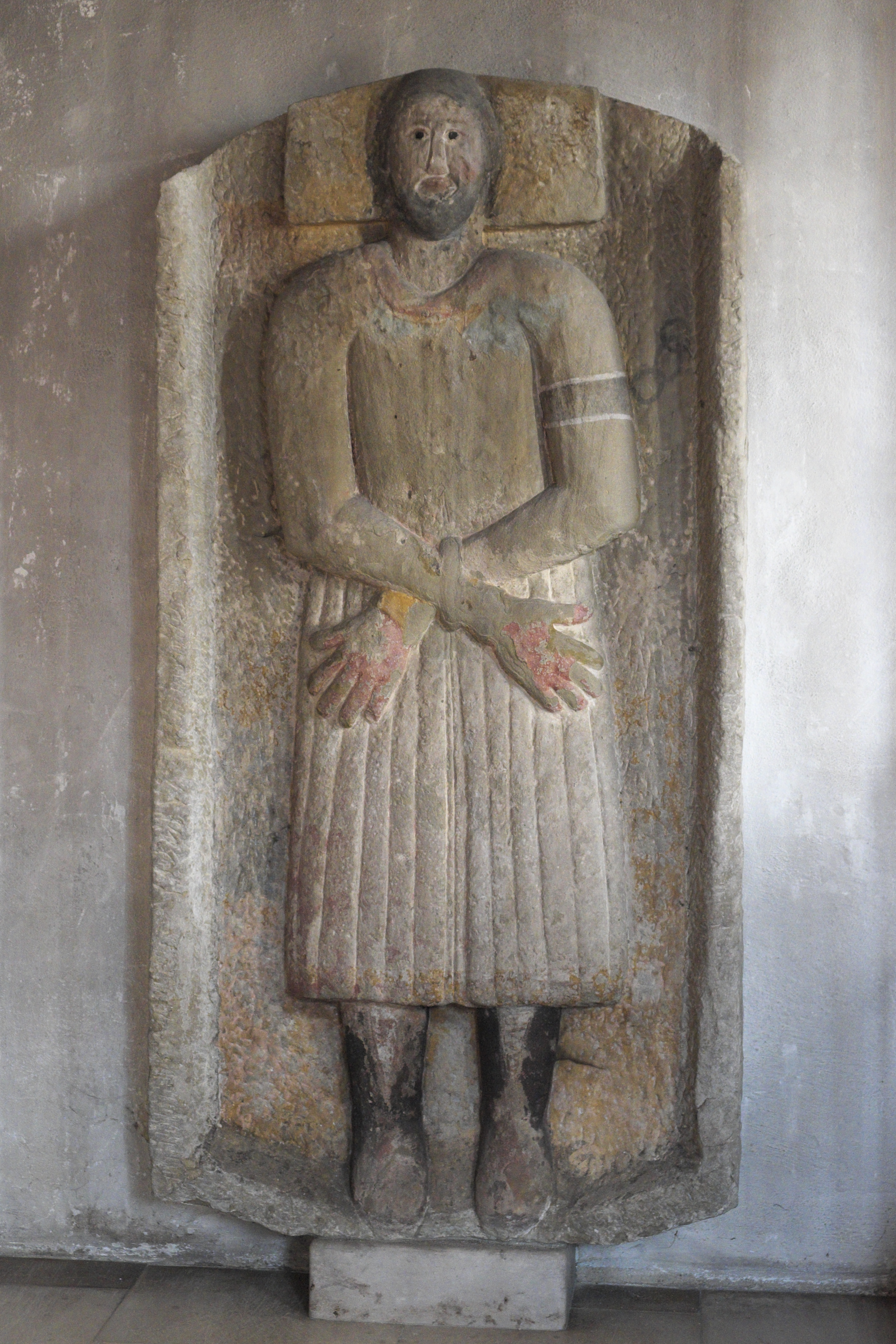
Vermutlich spätmittelalterliches Sandsteinrelief des hl. Nantovinus in St. Nantwein

Die römisch-katholische Filialkirche St. Nantovinus und Laurentius ist eine spätmanieristische Saalkirche mit gotischem Kern im Wolfratshausener Stadtteil Nantwein im oberbayerischen Landkreis Bad Tölz-Wolfratshausen. Das 1605–10/1616–20 errichtete auf dem städtischen Friedhof befindliche Baudenkmal gehört zur Kirchengemeinde St. Andreas Wolfratshausen. Die ehemalige Wallfahrtskirche ist wegen ihrer Altarausstattung und ihrem Gewölbestuck von kunsthistorischer Bedeutung, da sie ein selten einheitliches Bild vom Übergang des Manierismus zum beginnenden Frühbarock zeigt.

## Geschichte
Im Jahr 1286 wurde an dem Standort der heutigen Kirche der fromme Rompilger Conradus Nantovinus (auch: Nantuinus, Nantwinus, Nanovwin, Nantwin oder Nantwein) zum Tode auf dem Scheiterhaufen verurteilt. Der Überlieferung nach kam der Pilger im Jahr 1286 auf einer Wallfahrt nach Rom nach Wolfratshausen, wo sein Pferd die Begehrlichkeit des amtierenden Richters Ganter (Gaurichter Ganthar) weckte. Der Richter verleitete die Herbergswirtin zur Anklage, dass Nantvin ihren
behinderten Sohn verführt hätte. Ganter ließ den Fremden gefangen auf die Wolfratshauser Burg bringen und verurteilte er ihn ohne Zeugenbefragung zum Tode auf dem Scheiterhaufen.
Der Legende nach wurde der Verurteilte gefragt, an welcher Stelle er verbrannt werden wolle. Daraufhin habe er den Knopf seines Pilgerstabes abgenommen und über die Loisach hinweg geworfen, mit den Worten „Wo dieser niederfällt, soll meine Richtstätte sein“.

Der Innenraum der Kirche

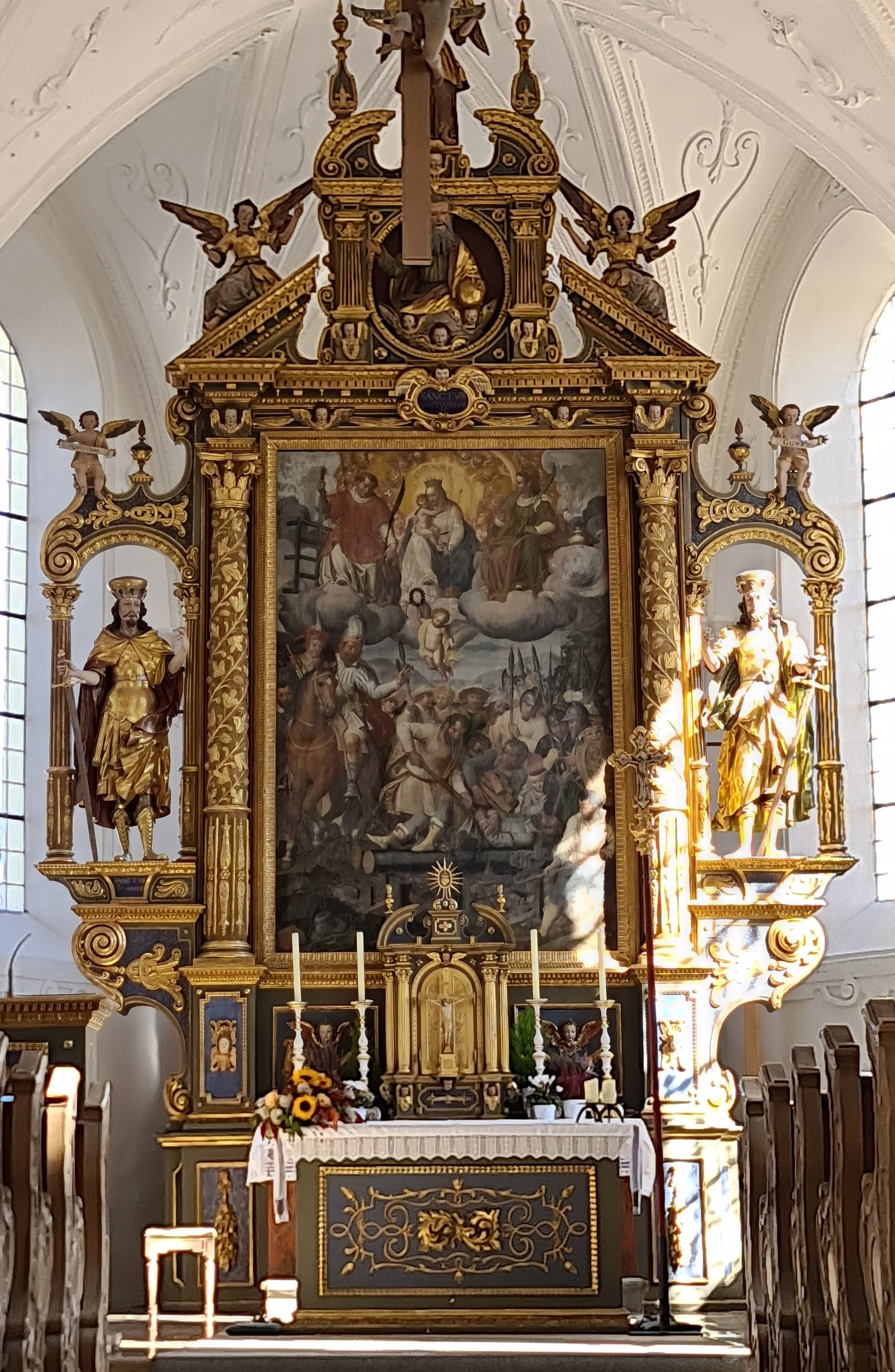
Hochaltar von 1619

Am Ort des Martyriums ereigneten sich bald schon Wunder. Beispielsweise wurde überliefert, dass das erblindete Pferd des Richters Ganter wieder sehen konnte, nachdem ihm ein Stück Knochen aus der Asche des verbrannten Märtyrers vor die Augen gehalten wurde. Die übrig gebliebenen Knochen wurden in einer zu Ehren des Märtyrers errichteten stattlichen Kapelle aufbewahrt, die nur einige Jahre später um 1300 am Hinrichtungsort errichtet wurde. Dieser Sakralbau hatte als Hauptpatrozinium St. Laurentius. Dort wurden bis 1801 auch die Hirnschale sowie ein Pilgerfläschchen des Heiligen Nantovinus aufbewahrt. Wegen der wunderbaren Vorkommnisse strömten Pilger herbei, und Papst Bonifatius VIII. vollzog im Jahr 1297 die Heiligsprechung des Nantovinus.
Nachdem im ausgehenden Mittelalter der Pilgerzustrom abnahm, führte die Hebung der Reliquien mit der Wiederentdeckung der päpstlichen Indulgentien (1297) im Jahr 1604 zu einer Wiederbelebung der Wallfahrt. Um dem großen Zustrom der Pilger gerecht zu werden, wurde von 1605 bis 1610 durch Georg Hamerl die Osthälfte des heutigen Kirchenbaus errichtet, unter Verwendung einiger Grundmauernteile des Vorgängerbaus. Wenige Jahre später folgte bis 1620 der westliche Rest des Langhauses. Die Weihe erfolgte am 27. Juni 1610 mit Patroziniumwechsel durch den Freisinger Weihbischof Bartholomäus Scholl.
Im Jahr 1766 wurde der Wallfahrtskirche ein Dachreiter aufgesetzt, dessen Turmhaube 1905 durch eine Zwiebel ersetzt wurde. Bei der letzten Renovierung in den Jahren 1975 bis 1978 mauerte man das ursprüngliche Südportal zu und setzte der Kirche ein westliches Vorzeichen an.

## Architektur und Ausstattung
Die Kirche zeigt sich als zierloses Bauwerk mit einem ungegliederten Äußeren. Das Langhaus besitzt drei Joche, über dessen Westgiebel der niedrige Dachreiter sitzt. Westlich und auf der Südseite befinden sich zwei Anbauten, das neue und das ehemalige Vorzeichen. Der nicht eingezogene Chor besitzt zwei Joche mit Dreiachtelschluss und wird durch einen seitlich weit eingezogenen Chorbogen im Innern vom Langhaus getrennt. Der einzige weitere äußere Schmuck sind die nachgotischen Strebepfeiler an den Chorecken. Die westliche stark erneuerte Doppelempore von 1672 im Innern nimmt lediglich ein knappes halbes Joch ein. Ein aus den Jahren 1620 bis 1625 von einem Münchener Meister stammender mit Perl-, Blatt- und Eierstäben, geschwungenen Feldern, Ranken, Blumengebinden, Sternen und Engelköpfen mit Tuchgehängen geschmückter Deckenstuck ziert das Stichkappengewölbe im Langhaus und im Chor.

### Ausstattung

Gewölbestuck im Langhaus von 1620/25

Der mächtige Hochaltar stammt aus der Zeit der Baufertigstellung um 1619, er stammt wie die beiden Seitenaltäre von Christoph Graf und Kaspar Polz. Im Jahr 1672 wurden die beiden festen Seitenflügel durch die von Lucas Herle (Wolfratshausen) und Ambros Degler (Weilheim) geschaffenen offenen Arkadenbögen mit den Wetterheiligen Johannes und Paulus ersetzt. Das großformatige Altarbild mit dem Martyrium des hl. Nantovinus wurde mitten im Dreißigjährigen Krieg von dem Wolfratshausener Leonhard Griesman geschaffen. Dem Gottvater in der Altarauszugsnische sind seitlich und oberhalb drei Gebälkengel zur Seite gestellt.
An der nördlichen Chorwand oberhalb der Sakristeitür hängt ein großformatiges Epitaph für die Bürgermeisterswitwe Barbara Keller aus dem Jahr 1653 mit der Darstellung der Vierzehn Nothelfer. Eine weitere wertvolle Ausstattung im Chor stellen die Zwölf Apostel (1797) von Philipp Rämpl dar.
Die zentrale Figurengruppe des linken Seitenaltars stellt Maria mit dem Jesukind und ihrer Mutter Anna dar, über ihnen schwebt das Mater-Herz Mariens. Seitlich stehen die Heiligen Nantovinus und Kaiser Heinrich. Im Auszug wird die Figur Unbefleckte Empfängnis Mariä seitlich von zwei Engeln begleitet.
Im Zentrum des rechten Seitenaltars steht eine Darstellung der Heiligen Dreifaltigkeit in Form eines Gnadenstuhls mit der darüberschwebenden Heiliggeisttaube. Seitlich stehen die Heiligen Korbinian und Emmeram. Das Predellabild zeigt das Emmeram-Martyrium. Ein von zwei Engeln mit den Marterwerkzeugen begleiteter Jesus der Welterlöser steht im Auszug.
Zur bis 1625 ausgeführten Erstausstattung gehören ebenfalls der Kanzelkorb von um 1615/20, die hl. Magdalena auf dem Schalldeckel der Kanzel und die Blut auffangenden Engel am Triumphbogenkreuz (Anfang 18. Jahrhundert). Der Aufstieg zur Kanzel und der Schalldeckel wurden 1977/78 stilgerecht ergänzt. An der Südwand des mittleren Langhausjochs befinden sich die Konsolfiguren der Mater Dolorosa und des Josef mit Jesukind. An der Nordwand unterhalb der Empore befindet sich die einzige zeitgenössische Darstellung des Kirchenpatrons als stark verwittertes massives Sandsteinrelief, das möglicherweise als Deckplatte des Heiligen-Hochgrabs gedient haben könnte. An den Langhauswänden hängt ein aus der Geltinger Filialkirche hierher überführter Kreuzweg, den Philipp Guglhör 1735/36 anfertigte. Bei der letzten Renovierung wurde die Doppelempore grundlegend erneuert, wobei lediglich die einfach gehaltenen Blendseiten (1672) von Lucas Herle weiterverwendet wurden.

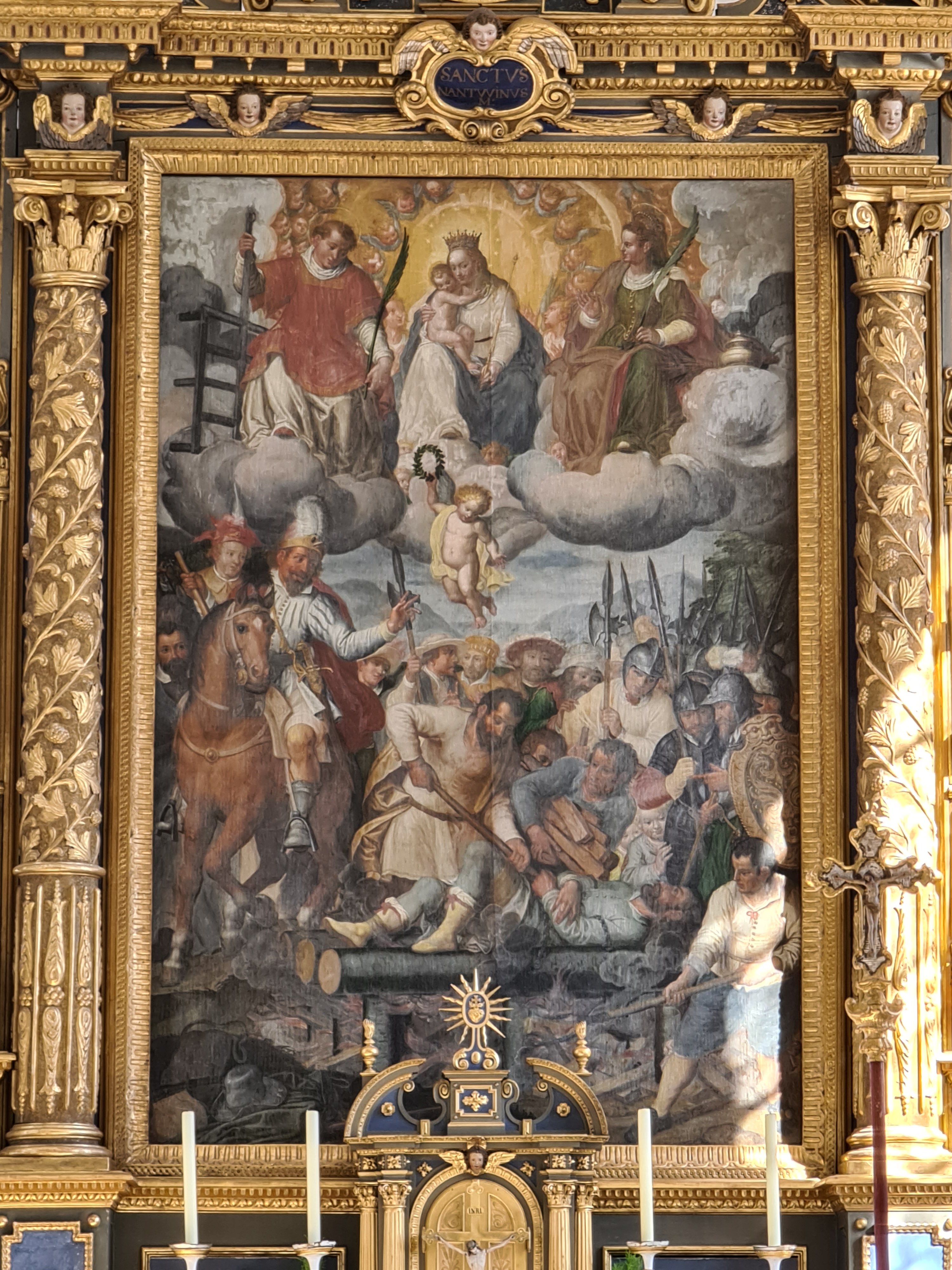
Gemälde (1632) des Hochaltars
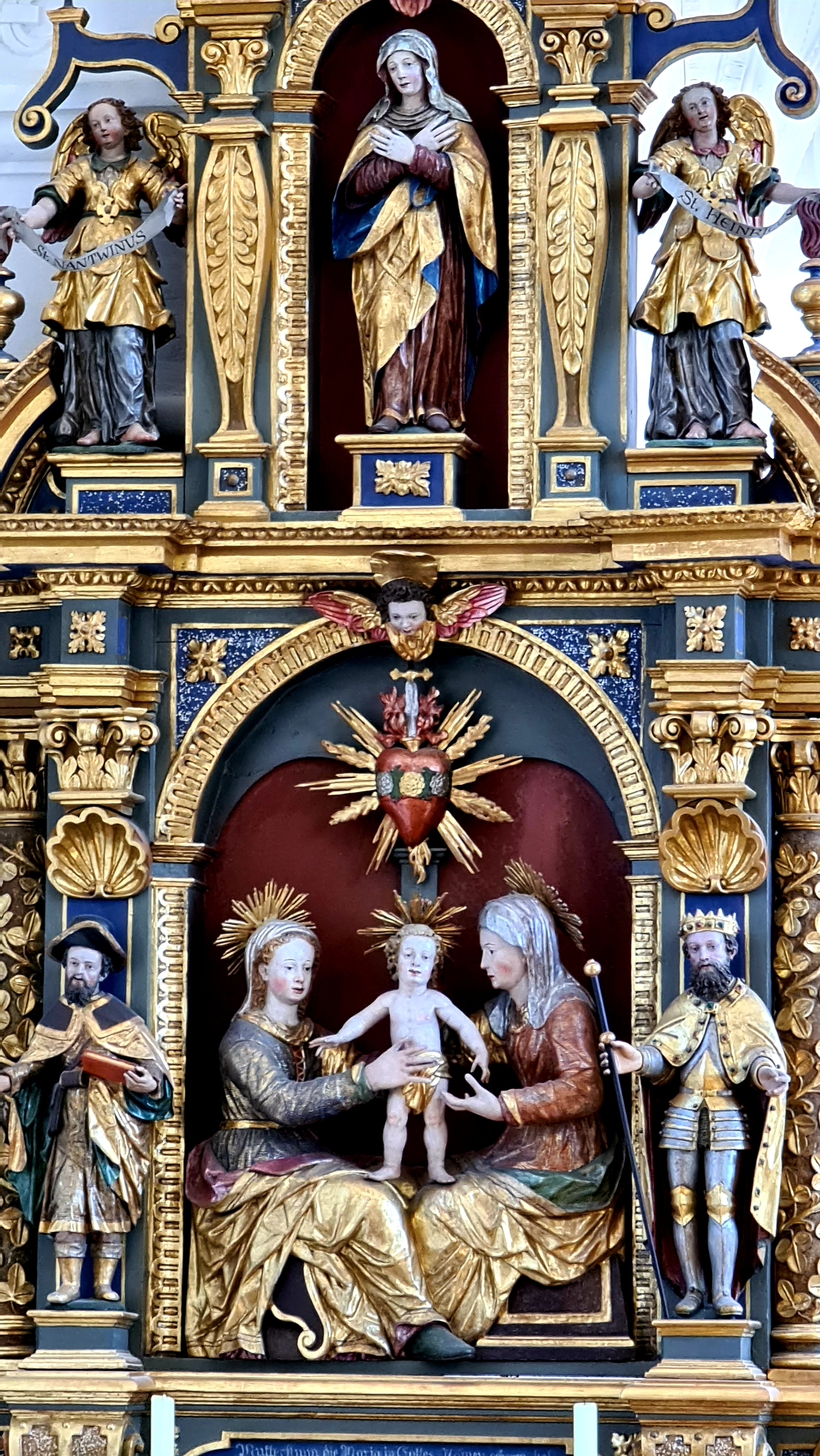
Linker Seitenaltar (1613)
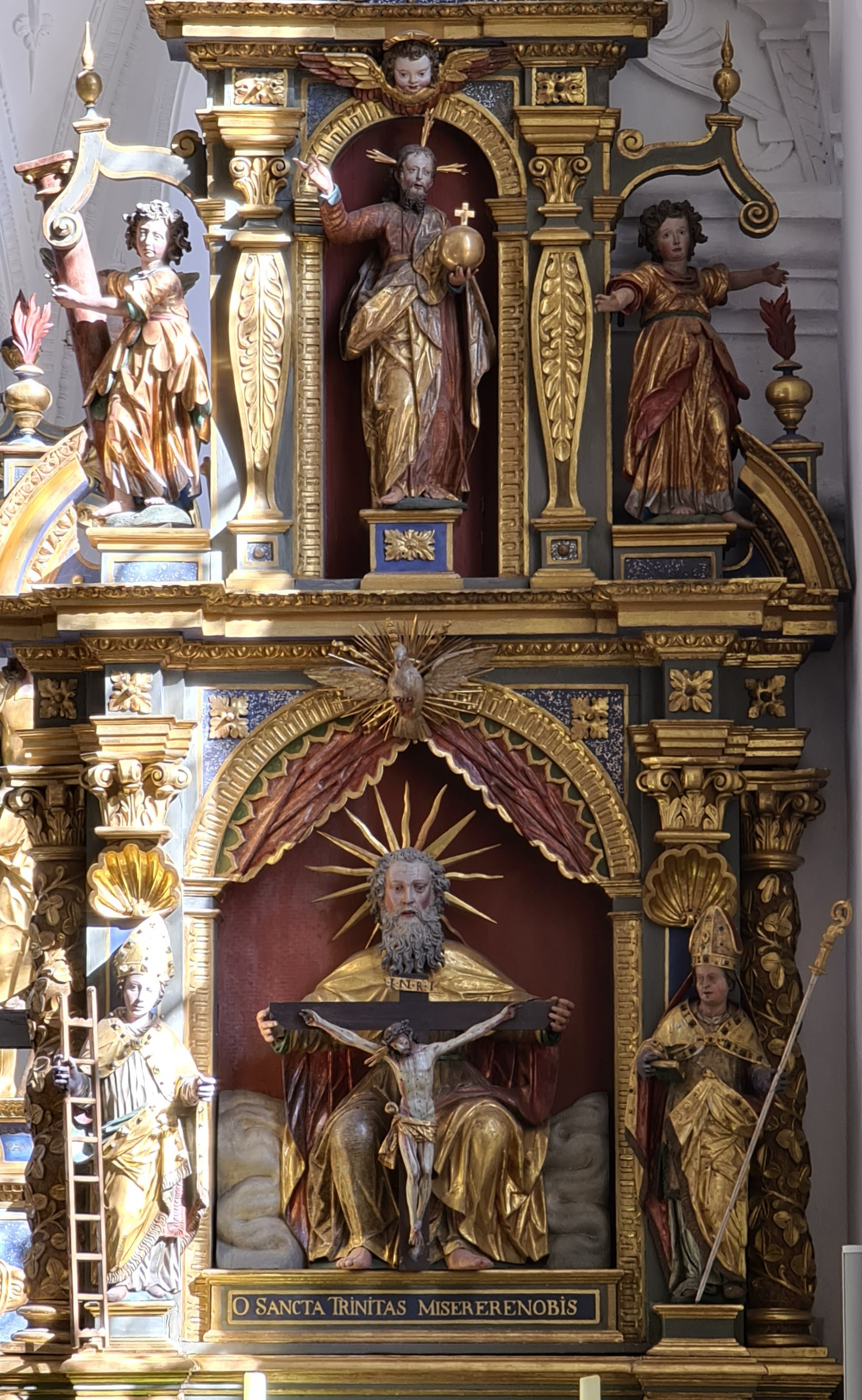
Rechter Seitenaltar (1613)
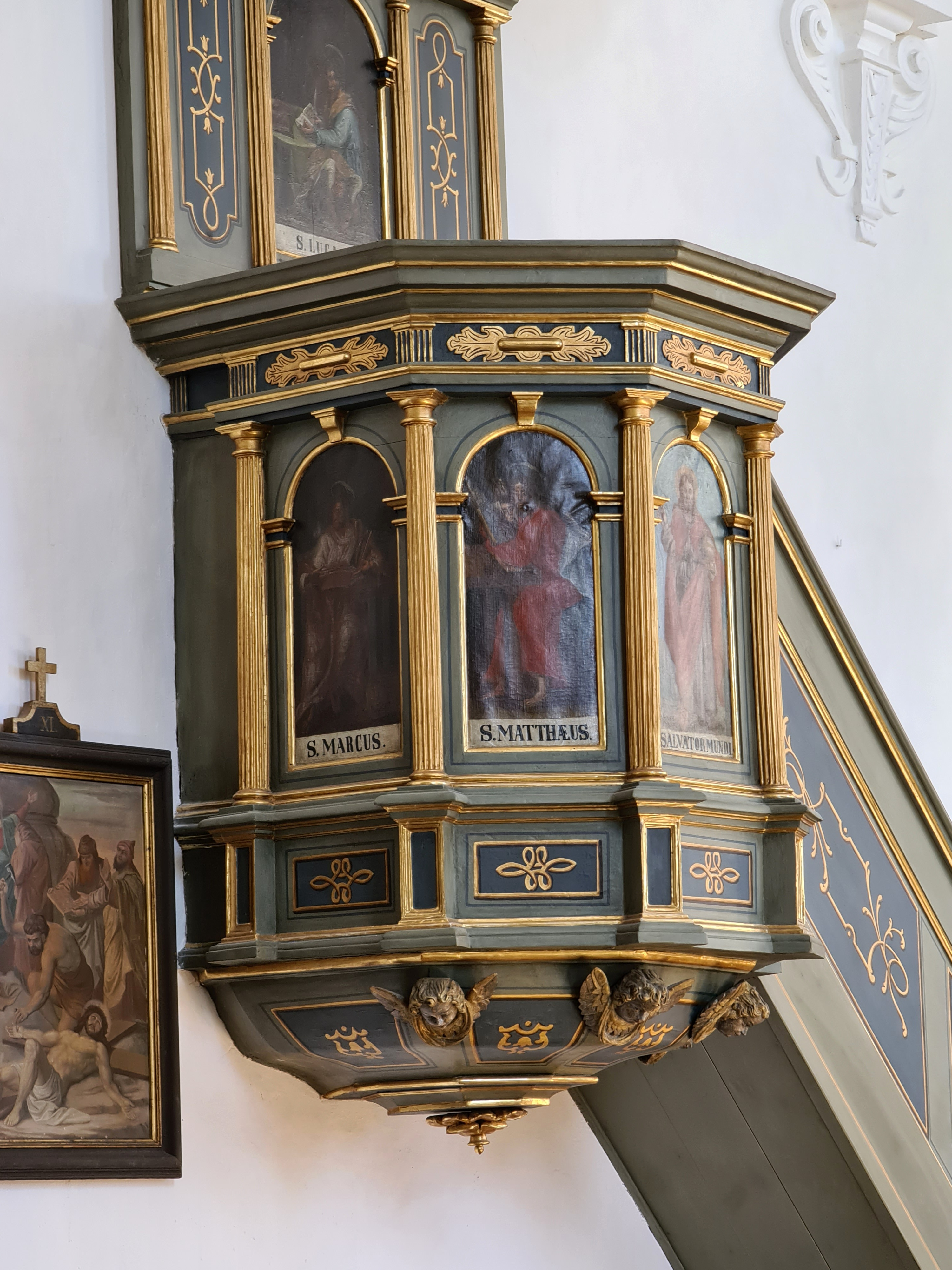
Kanzelkorb (um 1615/20)